# Burnsville (Virginia Occidentale)
Burnsville è un comune degli Stati Uniti d'America, situato nello Stato della Virginia Occidentale, nella Contea di Braxton.